# Гайнріх Пфустершмід-Гардтенштайн
Гайнріх Пфустершмід-Гартенштайн (нім. Heinrich Pfusterschmid-Hardtenstein, 16 січня 1927, Грац, Штирія — 6 травня 2024) — австрійський дипломат, який також брав активну участь у академічному світі та культурній політиці.

## Біографія
Після відвідування початкової та середньої школи (1934–45) Гайнріх Пфустершмід-Гардтенштайн вивчав право в Грацькому університеті. Отримавши ступінь доктора юридичних наук, він працював у судах та юридичних фірмах у рідному місті.
У 1952 р. Пфустершмід-Гардтенштайн став секретарем Європейської молодіжної кампанії Європейського руху, а згодом отримав стипендію Програми Фулбрайта і вивчав економіку в Каліфорнійському університеті в Берклі (1954/55).
У 1956 році він вступив на австрійську дипломатичну службу і був призначений до посольства в Гаазі на посаду аташе. Виконував роль заступника глави делегації в місії Австрії до Вищого органу Європейської спільноти з вугілля та сталі в Люксембурзі (1960–67). Пфустершмід-Гардтенштайн відкривав посольство Австрії в Люксембурзі як тимчасовий повірений.
Як директор Департаменту економічної інтеграції у Федеральному міністерстві Європи, інтеграції та закордонних справ (1967–71), він відповідав за європейську інтеграцію та Дунайську комісію й очолював переговори щодо глави про сталь в угоді про вільну торгівлю між ЄАВТ та Європейськими Спільнотами.
У 1971-78 роках Пфустершмід-Гардтенштайн був послом Австрії у Фінляндії. У цій ролі він очолював австрійську делегацію на підготовчих переговорах до Конференції з безпеки та співробітництва в Європі (КБСЄ). У 1978 році його призначили директором Віденської дипломатичної академії, цю посаду він обіймав до 1986 року. У цей період він був співголовою міжнародних зустрічей директорів дипломатичних академій та інститутів міжнародних відносин. Він також радив Міністерству закордонних справ Саудівської Аравії щодо створення дипломатичної академії в Ер-Ріяді. Як директор Віденської дипломатичної академії, він керував семінарами, а також виступав представником працівників та членом дисциплінарної комісії МЗС.
З 1986 року і до виходу у відставку з Міністерства закордонних справ у 1992 році Пфустершмід-Гардтенштайн працював послом Австрії в Нідерландах.
Гайнріх Пфустершмід-Гардтенштайн живе зі своєю дружиною Флорентіною у Відні. У них троє дітей: Йоганна, Софі та Катаріна.

## Добровільна діяльність
У 1992 році Пфустершмід-Гардтенштайн обраний почесним президентом Австрійського коледжу. На цій посаді до 2000 року він відповідав за планування та проведення щорічного Європейського форуму в Альпбаху, який проводиться з 1945 року. Під час свого президентства Пфустершмід-Гардтенштайн запровадив ряд нововведень та наглядав за будівництвом нового Конгрес-центру.
З 1991 року Пфустершмід-Гардтенштайн був президентом Австрійсько-Фінського товариства, а також віцепрезидентом Асоціації суспільних наук (нім. Sozialwissenschaftliche Arbeitsgemeinschaft).

## Нагороди та відзнаки
- Почесний знак «За заслуги перед Австрійською Республікою» (2000 р.)
- Австрійський почесний знак «За науку та мистецтво»[en], 1-й клас
- Почесний золотий знак провінції Штирія
- Орден «За заслуги» Великого герцогства Люксембург[en]
- Орден Лева Фінляндії
- Орден Оранських-Нассау

## Публікації
- Der Kleinstadt in der modernen Welt [Містечко у сучасному світі], Verlag für Geschichte und Politik, Vienna, 1970.
- «Von der Orientalischen Akademie zur K.u.K. Konsularakademie» in Die Habsburgermonarchie im System der internationalen Beziehungen 1 [Від Східної академії до Імперської та королівської консульської академії у Габсбурзькій монархії в системі міжнародних відносин 1], Verlag der Österreichischen Akademie der Wissenschaften, Vienna, 1989. ISBN 3-7001-1682-9.
- Dialog Ukraine: Dialogkongress 1992 [Діалог Україна: Конгрес діалогу 1992], Ibera-Verlag, Vienna, 1993. ISBN 3-900436-09-6
- Kleinstaat Keinstaat? [Мала держава — не держава?], Böhlau Verlag, Vienna, 2001. ISBN 3-205-99429-9
- Kleine Geschichte der Diplomatischen Akademie Wien: Ausbildung im Bereich der internationalen Beziehungen seit 1754 [Коротка історія Віденської дипломатичної академії: Освіта в галузі міжнародних відносин з 1754], Diplomatische Akademie, Vienna, 2008, (фотографії Віллі Пухнера[en]), ISBN 3-902021-56-X.
- Editor, Jahrbuch der Diplomatischen Akademie in Wien 14-21 [Випуск Віденської дипломатичної академії 14-21], Verlag der Diplomatischen Akademie.

## Редактор, Матеріали Європейського форуму в Альпбаху
- 1992 Entscheidung für Europa — Bewußtsein und Realität [Вибір для Європи — вигляд і реальність]. OCLC 28966065
- 1993 Was ist der Mensch? — Menschenbilder im Wandel [Що є людина? Зміна образів людини]. ISBN 3-900436-07-X
- 1994 Zeit und Wahrheit. [Час й істина]. ISBN 3-900436-06-1
- 1995 Das Ganze und seine Teile. [Ціле і його частини]. ISBN 3-900436-31-2
- 1996 Das Normale und das Pathologische — Was ist Gesund? [Нормальне і патологія: Що таке здоров'я?]. ISBN 3-900436-46-0
- 1997 Wissen wozu? Erbe und Zukunft der Erziehung [Знання для чого? Спадщина та майбутнє освіти]. ISBN 3-900436-65-7
- 1998 Die zerrissene Gesellschaft [Фрагментоване суспільство]. ISBN 3-900436-74-6
- 1999 Materie, Geist und Bewusstsein [Матерія, дух і свідомість]. ISBN 3-900436-92-4